# Litoria freycineti
Litoria freycineti är en groddjursart som beskrevs av Johann Jakob von Tschudi 1838. Litoria freycineti ingår i släktet Litoria och familjen lövgrodor. IUCN kategoriserar arten globalt som sårbar. Inga underarter finns listade i Catalogue of Life.